# Kalifat Kordoby
Kalifat Kordoby – państwo rządzone przez dynastię Umajjadów istniejące w latach 929-1031, obejmujące muzułmańską część Półwyspu Iberyjskego (Al-Andalus), powstałe w wyniku przekształcenia Emiratu Kordoby.

## Abd ar-Rahman III

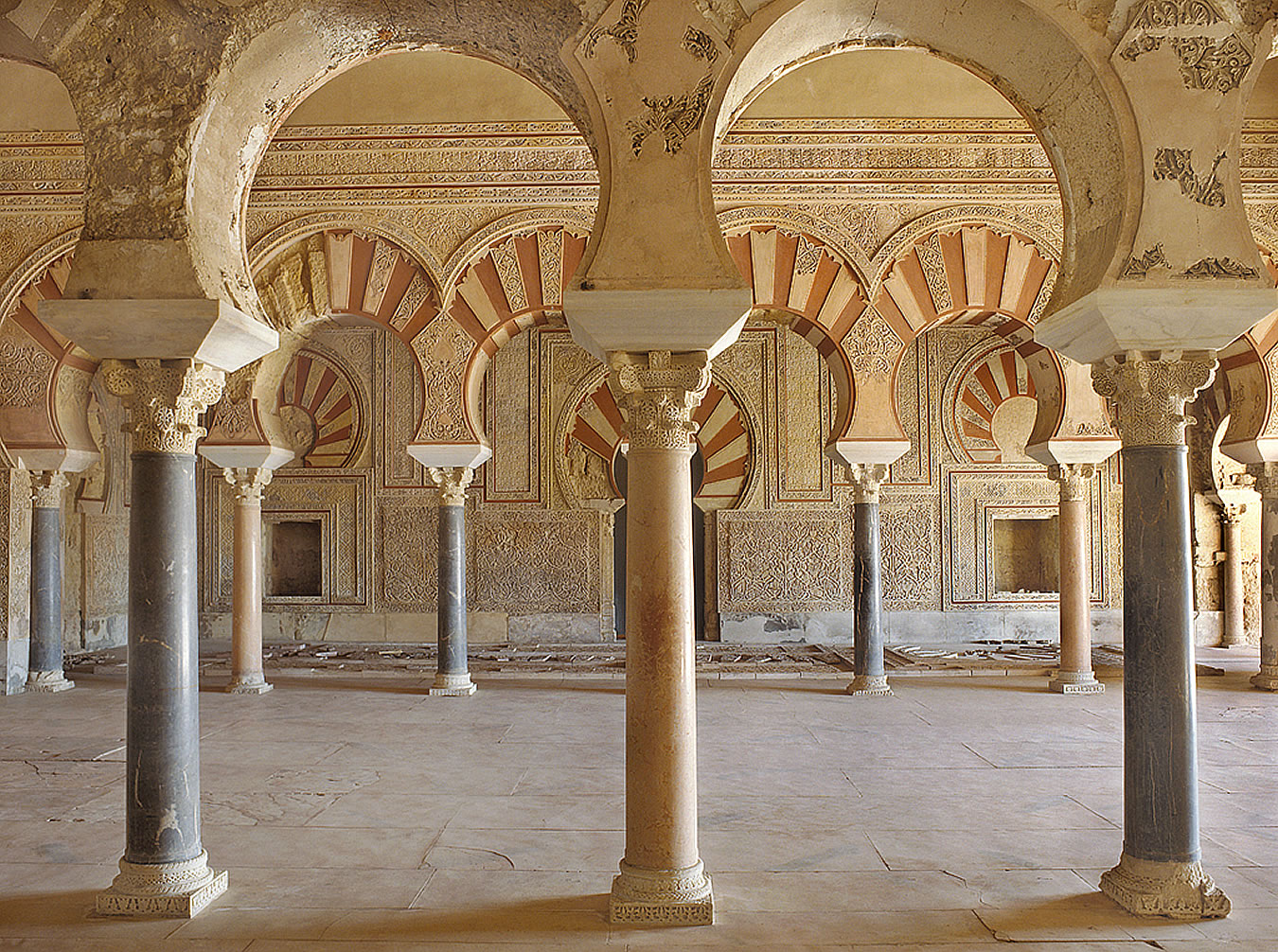
Salón Rico był główną salą audiencyjną Abd ar-Rahmana III w Medina Azahara

Rządy Abd ar-Rahmana III (912-961) uważane są za punkt zwrotny w dziejach hiszpańskich Umajjadów. Zaczęli oni wtedy odzyskiwać panowanie nad Andaluzją, nowy emir zdobył bowiem wiele terytoriów rebeliantów, posługując się w takim samym stopniu siłą, jak i dyplomacją, oraz wydał bezpardonową wojnę ich najważniejszemu przywódcy, Umarowi Ibn Hafsunowi. Ten ostatni zmarł w roku 918, zaś dziesięć lat później Umajjadzi zdobyli Bobastro z rąk jego syna, kładąc ostatecznie kres ponad czterdziestoletniej rewolcie. Jeszcze w tym samym roku wojska Abd ar-Rahmana zdobyły Méridę, w roku 930 Badajoz, w 932 Toledo, a w 937 Saragossę. Tym samym cała Andaluzja została ponownie zjednoczona pod panowaniem Umajjadów.
W rok po zdobyciu Bobastro, w roku 929, Abd ar-Rahman ogłosił się kalifem, co było odpowiedzią na wcześniejsze ogłoszenie kalifatu przez Fatymidów. Po opanowaniu sytuacji w Andaluzji Abd ar-Rahman postrzegał Fatymidów jako największe zagrożenie dla swojej władzy, nie tylko ze względu na ich potęgę, ale także ich ismailicką ideologię. Z uwagi na powyższe w roku 933 wojska Umajjadów zajęły Ceutę, co było początkiem umajjadzkiej interwencji w Maghrebie. Ani Abd ar-Rahaman, ani jego następcy, nie dążyli do trwałego rozszerzenia posiadłości dynastii po drugiej stronie cieśniny. Walka z Fatymidami polegała raczej na ustanowieniu protektoratu nad wrogimi im berberskimi plemionami w celu ustanowienia strefy buforowej pomiędzy posiadłościami obu kalifatów. Koszta wojny z Fatymidami, która miała trwać aż do upadku dynastii, były znaczne, jednak przynajmniej za panowania Abd ar-Rahmana wydawało się, że Andaluzja posiada wystarczające zasoby do jej prowadzenia. Był to okres szczytowej pomyślności ekonomicznej regionu, czego świadectwem było bicie przez Abd ar-Rahmana, po raz pierwszy od dwóch stuleci, złotych dinarów. Za jego panowania zrealizowano także monumentalne projekty budowlane, takie jak powiększenie Wielkiego Meczetu w Kordobie oraz budowa w jej pobliżu nowej stolicy, Medina Azahara.

## Al-Hakam II

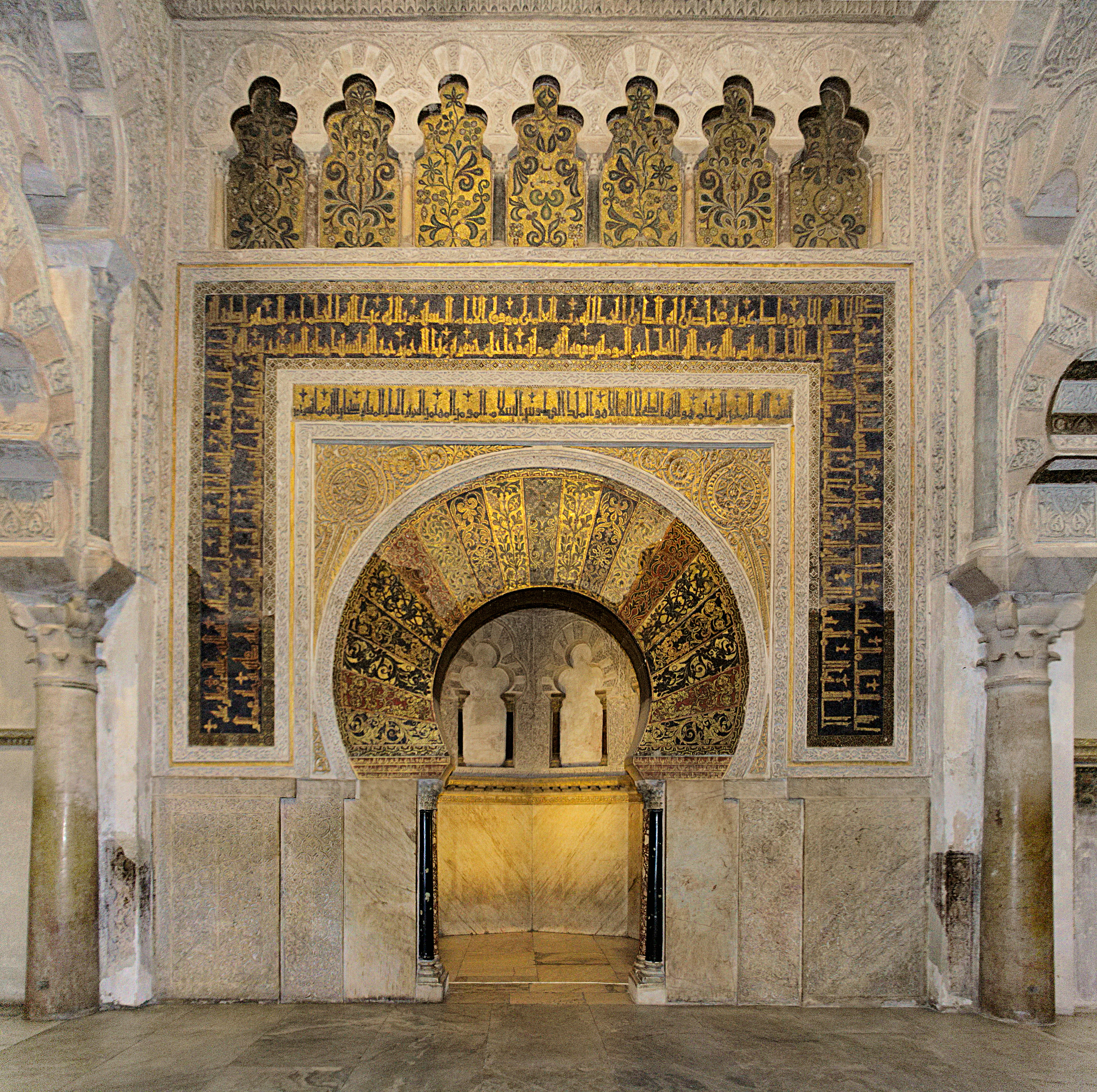
Mihrab Wielkiego Meczetu w Kordobie pochodzący z czasów panowania Al-Hakama II

Panowanie Al-Hakama II (961 - 976) „było bez wątpienia okresem największego splendoru we wszystkich aspektach historii Andaluzji”. W chwili wstąpienia na tron nowy kalif miał czterdzieści sześć lat i ogromne doświadczenie w sprawach administracyjnych. Starał się kontynuować politykę swojego ojca, chociaż brak mu było jego energii i miał tendencję do pozostawiania spraw państwa w rękach swoich urzędników. Poświęcona jego rządom część Chatib al-Muktabis jest szczegółową kroniką aktywności szczęśliwego i wolnego od jakichkolwiek problemów dworu. Na jej stronach chrześcijanie z Północy występują jako pokorni wasale, którzy przybywają do stolicy by złożyć hołd lub prosić o rozstrzygnięcie ich wewnętrznych sporów. Poza odparciem najazdu wikingów w 971 i pokonaniem krótkotrwałej koalicji państw chrześcijańskich, utworzonej w 975 przez władcę Kastylii Garcię Fernandeza (970-995), w Andaluzji panował pokój. Al-Hakam jest opisywany jako człowiek kulturalny i miłujący pokój, głęboko religijny i będący wielkim patronem sztuki, zaś jego imię jest kojarzone w szczególności z budową Medina Azahara, którą nadzorował jeszcze jako następca tronu, oraz powiększeniem i upiększeniem Wielkiego Meczetu w Kordobie.

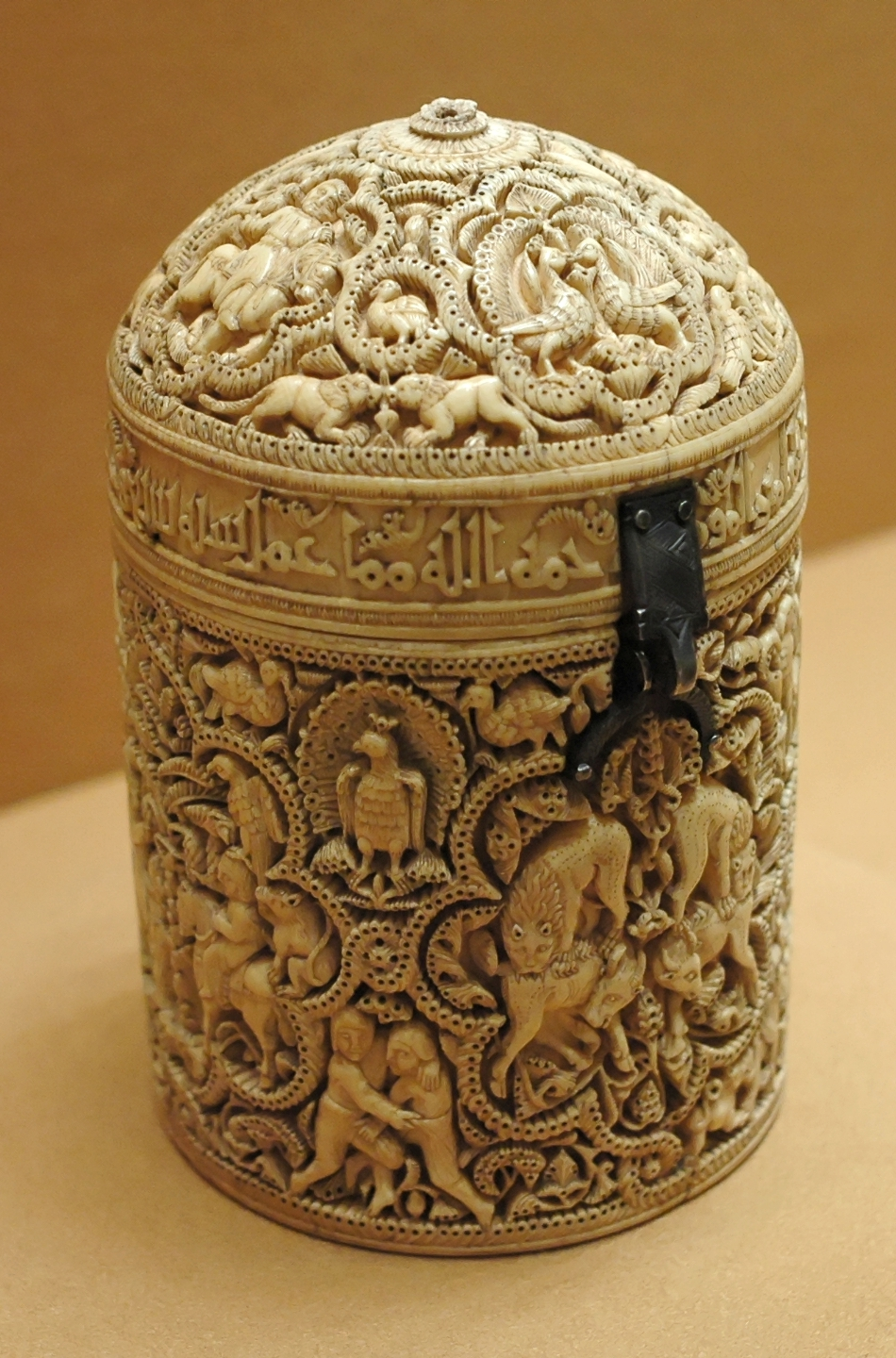
Puszka z kości słoniowej z 968 roku należąca do brata Al-Hakama II, Al-Mughiry. Luwr

To jednak właśnie za rządów Al-Hakama zaczęły się ujawniać niepokojące następstwa przedłużającego się konfliktu w Maghrebie. Głównym przeciwnikiem Umajjadów był Idrysyda Hasan Ibn Gannun (954-975, 985), który w 972 zadał im poważną klęskę. Dwa lata później słynny dowódca Al-Hakama, Ghalib, zmusił jednak Hasana do kapitulacji i zabrał go do Kordoby. Następnie wygnał on Idrysydów z ich terytoriów, zabierając ich lub ich synów jako zakładników. Triumf kalifa wydawał się zatem zupełny, jednak koszta trwającej całą dekadę konfrontacji z Hasanem były ogromne. W zachowanym liście Al-Hakama do Ghaliba pisze on by ten nie lękał się o pieniądze lub wojska, otrzyma je bowiem na pewno, nawet jeśli miałoby to oznaczać opróżnienie pełnych kosztowności kufrów i przepełnionych spichlerzy Andaluzji. Szczegółowe opisy ciągłych wysyłek pokaźnych sum pieniędzy zawarte u Ibn Hajjana potwierdzają, iż kalif zmierzał do utrzymania wpływów w Maghrebie za wszelką cenę. By podołać wyzwaniu na tym froncie Al-Hakam zaczął masowo wcielać do swojej armii całe klany Berberów, którzy odczuwali większą lojalność w stosunku do swoich ziomków, niż do kalifa. Także w administracji zerwał z polityką zatrudniania miejscowych mawali (nawróconych na islam), zastępując ich niewolnikami z północnej Europy (sakaliba). Prowadziło to do alienacji arabskich poddanych kalifa, czego konsekwencje objawiły się w pełni po jego śmierci.
Al-Hakam, który doszedł do władzy w podeszłym jak na ówczesne czasy wieku, był słabego zdrowia, zaś pogorszyło się ono jeszcze po zawale serca jakiego doznał w roku 972. Miał tylko jednego syna z baskijskiej matki, Hiszama (976-1009, 1010-1013), i dążąc do zapewnienia mu sukcesji chciał by złożono mu przysięgę wierności (baja) jeszcze za życia ojca. Al-Hakam zmarł jednak na dzień przed planowaną ceremonią, 1 października 976 roku, i objęcie kalifatu przez zaledwie jedenastoletniego Hiszama spotkało się z opozycją grupy pałacowych Sakaliba będących zwolennikami władzy jego wuja, Al-Mughiry. Przy tym zgodnie z ich planami Hiszam miał zostać następcą tronu. Al-Mughira został jednak szybko uwięziony przez szefa policji (asz-szurta al-wusta) Muhammada Ibn Abi Amira, działającego z rozkazu wezyra Al-Muszafiego, i niedługo później zamordowany. Te dramatyczne wydarzenia otwierające panowanie nowego kalifa zapowiadały koniec złotego wieku hiszpańskich Umajjadów.

## Amirydzi

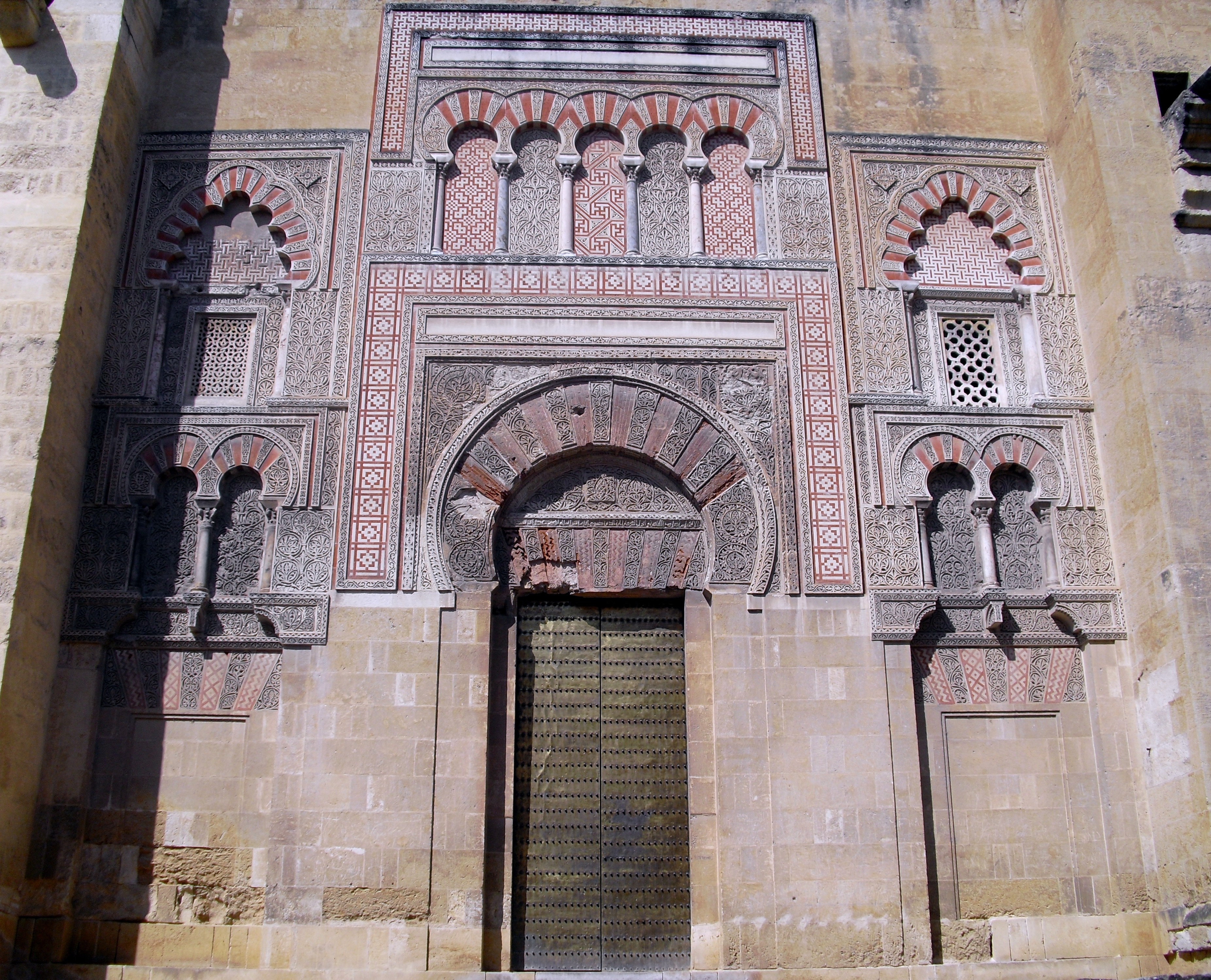
Wschodni przedsionek Wielkiego Meczetu w Kordobie pochodzący z okresu rządów Al-Mansura

Al-Hakam powierzył pieczę nad swoim synem Al-Muszafiemu, który wkrótce po akcesji nowego kalifa został hadżibem, podczas gdy Ibn Abi Amir objął opuszczone stanowisko wezyra. Ambicje tego ostatniego, bardziej znanego pod swoim późniejszym tytułem Al-Mansur (stąd chrześcijańskie Almanzor), sięgały jednak dalej. W 977 Ibn Abi Amir wyruszył na kampanię przeciwko chrześcijanom, podczas której odparł ich atak i zdobył przedmieścia al-Hamma (dzis. Baños de Ledesma w gminie Vega de Tirados). To drobne zwycięstwo posłużyło mu do zwiększenia swojego prestiżu oraz przyciągnięciu do siebie klasy wojskowych, zaś w szczególności głównodowodzącego Środkowej Marchii (as-sagr al-wusta), Ghaliba. Po poślubieniu córki tego ostatniego Ibn Abi Amir wykorzystał niepopularność oskarżanego o nepotyzm Al-Muszafiego i w 978 doprowadził do jego uwięzienia pod zarzutem malwersacji oraz ostatecznie zniknięcia.
Ibn Abi Amir objął teraz urząd hadżiba, zaś żeby pozyskać ulemów, którzy krytykowali jego postępowanie i styl życia, urządził spektakl niszczenia niezgodnych z islamską ortodoksją książek z zakresu astronomii czy filozofii znajdujących się w kalifackiej bibliotece. Do podobnych aktów ostentacyjnej pobożności należy zaliczyć także własnoręczne przepisanie Koranu i rozbudowę Wielkiego Meczetu w 987. W 981 hadżib przeniósł siedzibę rządu z Medina Azahara do swojej nowej rezydencji, Madinat az-Zahira, i uzyskał od młodego kalifa „delegację wszystkich jego kompetencji, tak aby ten mógł się oddać pobożnym praktykom”. To było zbyt wiele dla umajjadzkich lojalistów, na których czele stanął Ghalib, stary generał jednak jeszcze w tym samym roku zginął w konfrontacji z siłami Ibn Abi Amira. To po tym zwycięstwie ten ostatni przyjął tytuł Al-Mansur.
Charakterystyczną cechą rządów Al-Mansura były ciągłe kampanie przeciwko chrześcijańskim królestwom północy, stojące w kontraście do raczej zachowawczej polityki Umajjadów w tej kwestii. Ich celem nie były terytorialne zdobycze, lecz osłabienie przeciwnika oraz zdobycie łupów i niewolników. Te wojny były możliwe jedynie dzięki coraz większemu zaciągowi Berberów, którzy teraz stanowili już większość umajjadzkiej armii. W sumie Al-Mansur miał przedsięwziąć pięćdziesiąt dwie wyprawy przeciwko chrześcijanom i zniweczyły one znaczną część dotychczasowej rekonkwisty oraz niemal cały wysiłek włożony w ponowne zasiedlenie Leónu. Estremadura została całkowicie spustoszona. 
Al-Mansur kontynuował także wojnę w Afryce, gdzie w roku 980 Buluggin ibn Ziri (972-984) dotarł aż do Ceuty, zmierzając do ustanowienia hegemonii Fatymidów w zachodnim Maghrebie. W międzyczasie wygnany z Kordoby Hasan Ibn Gannun uzyskał poparcie Fatymidów i wszczął bunt, który jednak w 985 został stłumiony przez wojska Al-Mansura. Egzekucja Hasana, dokonana wbrew wcześniej udzielonym gwarancjom, oznaczała koniec dynastii Idrysydów. Kolejną rebelię w zachodnim Maghrebie, wszczętą w 998 przez Ziriego Ibn Atijję, stłumił syn Al-Mansura, Abd al-Malik al-Muzaffar.

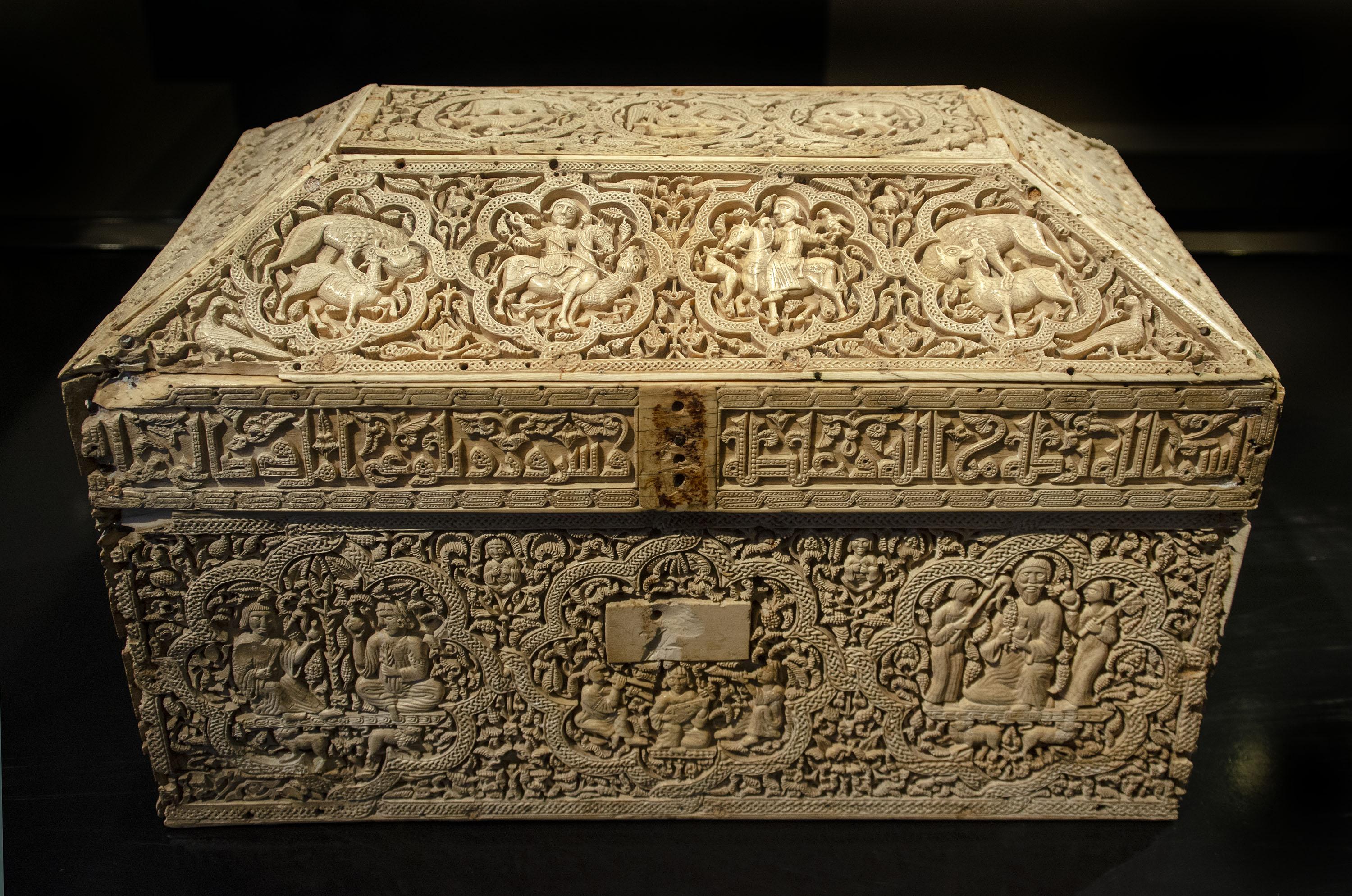
Szkatuła z Pampeluny należąca do Abd al-Malika al-Muzaffara. Kość słoniowa, rok 1004/1005. Museo de Navarra

Celem Al-Mansura, który sprowadził kalifa do roli marionetki w swoich rękach, było ustanowienie dynastii. Po jego śmierci w roku 1002 urząd hadżiba objął jego syn, Abd al-Malik al-Muzaffar, który kontynuował politykę swojego ojca, nadal formalnie uznając zwierzchność Hiszama II, przy zachowaniu rzeczywistej władzy w swoich rękach. Kiedy w roku 1008 zmarł Al-Muzaffar hadżibem został jego młodszy brat, Abd ar-Rahman, znany powszechnie jako Sanchuelo. Zrywając z dotychczasową polityką Amirydów Sanchuelo wymusił na kalifie wyznaczenie siebie na swojego następcę, co wywołało bunt mieszkańców Kordoby, na czele których stanął jeden z wielu potomków Abd ar-Rahmana III, Muhammad (1009-1010). Kiedy Sanchuelo powrócił z kampanii przeciwko chrześcijanom i skierował się przeciwko zbuntowanej Kordobie opuścili go nawet jego Berberowie. Jego śmierć w 1009 z rąk rebeliantów oznaczała koniec rządów Amirydów.
Amirydzi opierali swoje rządy na czynniku obcym, Berberach i Sakaliba, w celu ich utrzymania obciążając andaluzyjskich Arabów coraz cięższymi podatkami. W rezultacie lokalna populacja stawała się coraz uboższa, wroga wobec własnego rządu oraz pozbawiona wojskowego treningu. Systematyczna polityka infiltracji, destabilizacji, a następnie rekonstrukcji kordobańskiego państwa przez Al-Mansura, mająca na celu przejęcie i utrzymanie władzy, doprowadziła do zniszczenia wszystkich struktur stanowiących jego podstawy: politycznych, gospodarczych, społecznych, etnicznych i kulturalnych. Po jego śmierci nie było już ani kalifatu, ani wielkich rodów, ani mechanizmów społecznej i etnicznej koegzystencji. Przed epoką Amirydów muzułmańskie kampanie były jedynie odpowiedziami na chrześcijańskie zaczepki. Obie strony posiadały krewnych po obu stronach granicy i by uniknąć konfliktu, wystarczało unikać prowokacji. Jednak Al-Mansur dokonywał agresywnych najazdów, prowadzonych przez żołnierzy dla których Andaluzja była obcym krajem, pozostawiając za sobą niewidziany wcześniej szlak zniszczeń i śmierci. Te wojny ustanowiły wśród chrześcijan nowe poczucie jedności, zaś w sytuacji tak brutalnej wrogości muzułmanów idea wspólnej z nimi koegzystencji zaczęła wydawać się absurdalna. W tym samym czasie dla andaluzyjskich Arabów jedynymi wrogami stali się znienawidzeni Berberowie. W świetle tych faktów nadchodzący upadek kalifatu, który jeszcze przed chwilą zdawał się stać u szczytu potęgi, tak na pierwszy rzut oka zaskakujący, jawi się nie tylko jako łatwy do wytłumaczenia, ale wręcz nieunikniony.

## Fitna i upadek kalifatu

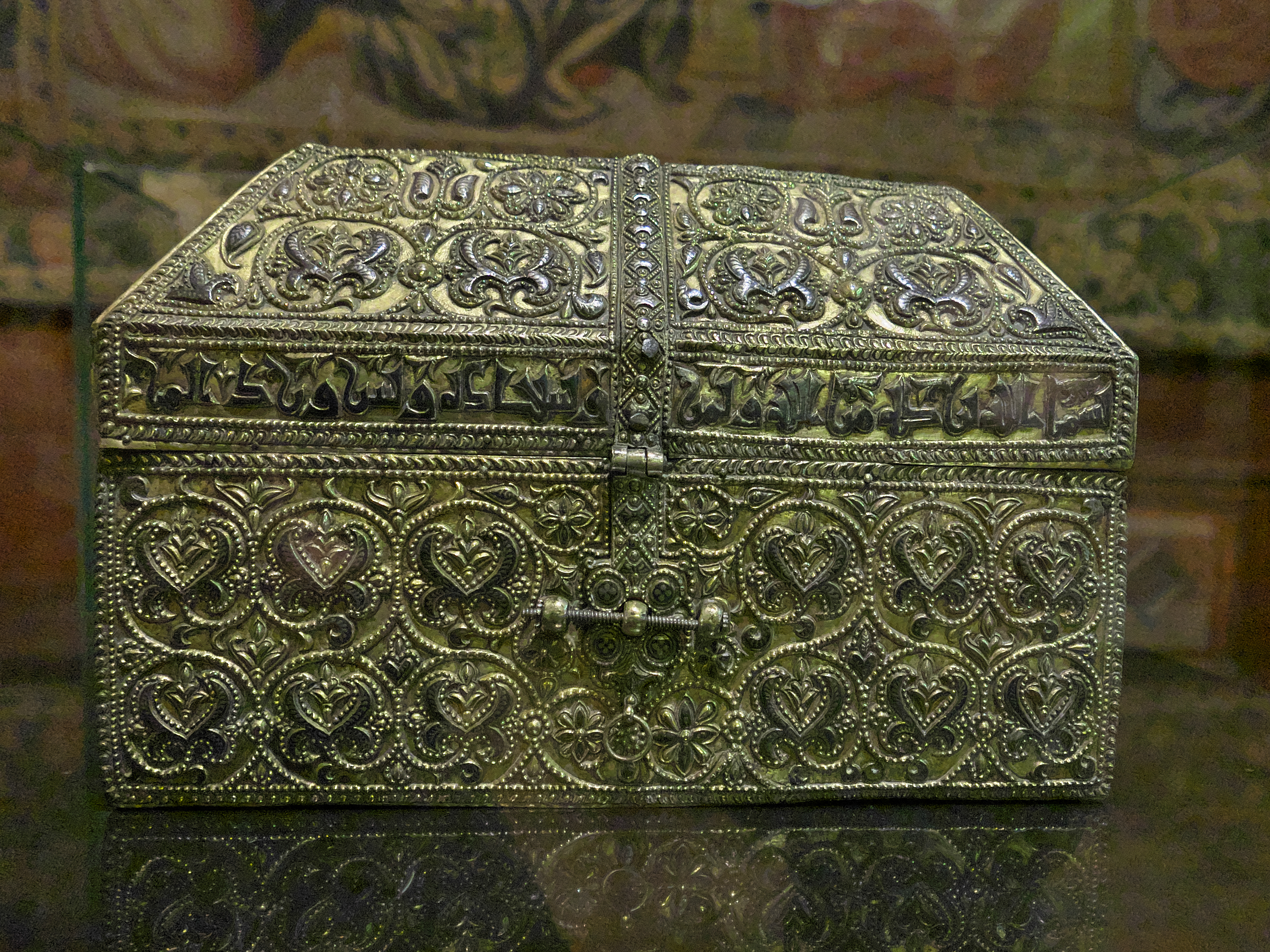
Skrzynia Hiszama II. Skarbiec Katedry Najświętszej Marii Panny w Gironie

Muhammad zmusił Hiszama II do abdykacji i obwołał się kalifem przyjmując tytuł Al-Mahdi, szybko jednak przekonał się, że obalenie Amirydów nie jest równoznaczne z przywróceniem władzy Umajjadów. Nowy kalif czuł się zagrożony przez popleczników dawnego reżimu, Berberów i Sakaliba, którzy zajmowali ważne stanowiska w pałacowej gwardii i armii. Al-Mahdi zwolnił wielu z nich i odeszli oni z Kordoby, szukając nowych źródeł utrzymania. W wielu przypadkach Berberowie i Sakaliba ustanawiali własne samorządne państewka w miejscach nowego osiedlenia. Dodatkowo Al-Mahdi zniechęcił do siebie także wielu własnych stronników sposobem w jaki potraktował Hiszama II, zainscenizował bowiem jego śmierć i pogrzeb. W rezultacie i tak niewielki po rządach Amirydów autorytet kalifatu upadł jeszcze bardziej, a wkrótce przeciwko Al-Mahdiemu powstali członkowie jego własnej rodziny. Ostatecznie Andaluzja pogrążyła się w wojnie domowej (fitna), pomiędzy trzema partiami (taifa) - Andaluzyjczykami, Berberami i Sakaliba, z których jednak żadna nie była zjednoczona wewnętrznie. W całym kraju zaczęły się tworzyć nowe organizmy polityczne, powoływane po to by zapełnić polityczną pustkę i w ten sposób zapobiec obcej interwencji (w przypadku Andaluzyjczyków), albo po prostu by zapewnić sobie przetrwanie (w przypadku Berberów i Sakaliba).
Podczas gdy Andaluzja rozpadła się na szereg miast-państw, Umajjadzi walczyli pomiędzy sobą o panowanie nad Kordobą. Największym wyzwaniem dla władzy Al-Mahdiego był inny prawnuk Abd ar-Rahmana, Sulajman (1009-1010, 1013-1016), którego jako pretendenta do tronu wysunęli Berberowie. W listopadzie 1009 Sulajman zdobył Kordobę, zmuszając Al-Mahdiego do ucieczki, ten jednak wkrótce powrócił z siłami namiestnika Toledo, Wadiha. Sulajman opuścił stolicę, niedługo potem pojawił się jednak ponownie, na czele nowych kontyngentów Berberów, i rozpoczął oblężenie miasta. W jego trakcie Wadih pozbył się Al-Mahdiego i ponownie ogłosił kalifem Hiszama, co jednak okazało się bez większego znaczenia, ponieważ 9 maja 1013 Berberowie Sulajmana zdobyli Kordobę, straszliwie niszcząc miasto. Był to właściwie koniec umajjadzkiej Kordoby. W następnych latach miała ona być przedmiotem niekończącej się serii spisków i rewolt, ta walka o Kordobę nigdy jednak nie nabrała znaczenia większego niż lokalne, w międzyczasie bowiem reszta Andaluzji wybrała niezależność od dawnej stolicy. Obok sześciu Umajjadów, którzy mieli używać tytułu kalifa w latach 1009-1031, w tym okresie pojawiło się także trzech pretendentów należących do berberskiego rodu Hammudydów, wywodzącego się z dawnej dynastii Idrysydów. Ostatecznie w listopadzie 1031 grupa kordobańskich notabli, na których czele stał Abu al-Hazm Dżahuar z rodu Dżahuarydów, wygnała z miasta Umajjadę Hiszama III (1027-1031) i zamiast powołać kolejnego kalifa, ujęła władzę bezpośrednio w swoje ręce. W ten sposób Kordoba jako ostatnie większe miasto w Andaluzji stała się niezależnym organizmem politycznym, zaś rządy Umajjadów na Półwyspie Iberyjskim dobiegły końca.